# Deuxième district congressionnel du Missouri
Le 2e district congressionnel du Missouri est un district du Congrès États-Unis situé dans l'État américain du Missouri. Il se trouve dans la partie orientale de l'État et comprend principalement les banlieues au sud et à l'ouest de Saint-Louis, notamment Arnold, Town and Country, Wildwood, Chesterfield et Oakville. Le district comprend tout le Comté de Franklin et des parties des comtés de Saint-Louis, Saint-Charles et Warren. Après le redécoupage en 2010, le St. Louis Post-Dispatch a rapporté que le district comprenait désormais plus d'électeurs de tendance démocrate que ses limites de 2001 à 2010, mais qu'il était toujours de tendance républicaine dans son ensemble. Le dernier profil électoral du recensement américain pour le 2e district estime qu'il y a 581 131 citoyens en âge de voter vivant dans 293 984 ménages. District principalement suburbain, MO-02 est le plus riche des districts congressionnel du Missouri.
Il est actuellement représenté par la Républicaine Ann Wagner. Elle a affrontée la Démocrate Jill Schupp et le Libertarien Martin Schulte lors de l'Élection Générale de 2020.

## Géographie
| #   | Comté       | Siège       | Population |
| --- | ----------- | ----------- | ---------- |
| 71  | Franklin    | Union       | 106 404    |
| 183 | St. Charles | St. Charles | 416 659    |
| 189 | St. Louis   | Clayton     | 987 059    |
| 219 | Warren      | Warrenton   | 37 806     |

### Villes et CDP de 10 000 habitants ou plus
- O'Fallon - 91 316
- Chesterfield - 49 999
- Wentzville - 44 372
- Oakville - 36 301
- Wildwood - 35 417
- Ballwin - 31 103
- Kirkwood - 29 461
- Mehlville - 28 955
- Maryland Heights - 28 284
- Webster Groves - 24 010
- Affton - 20 417
- Creve Coeur - 18 834
- Manchester - 18 333
- Concord - 17 668
- Lemay - 17 117
- Lake St. Louis - 16 707
- Washington - 15 075
- Dardenne Prairie - 12,743
- Crestwood - 12 404
- Union - 12 348
- Eureka - 11 646
- Town and Country - 11 640

### Villes de 2 500 à 10 000 habitants
- Ellisville - 9985
- Richmond Heights - 9286
- Sunset Hills - 9198
- Des Peres - 9193
- Ladue - 8989
- Warrenton - 8429
- Maplewood - 8269
- Brentwood - 8233
- Sappington - 7995
- Pacific - 7414
- Sullivan - 6906
- Valley Park - 6885
- Shrewsbury - 6406
- Glendale - 6176
- Wright City - 5575
- Weldon Spring - 5326
- Clair - 4791
- Fenton - 3989
- Frontenac - 3612
- Gray Summit - 3055
- Green Park - 2705
- Clarkson Valley - 2609
- Villa Ridge - 2601

## Historique de vote
| Année | Poste     | Résultats               |
| ----- | --------- | ----------------------- |
| 2000  | Président | Bush 59,0 % - 39,0 %    |
| 2004  | Président | Bush 60,0 % - 40,0 %    |
| 2008  | Président | McCain 55,0 % - 44,0 %  |
| 2012  | Président | Romney 57,0 % - 41,0 %  |
| 2016  | Président | Trump 53,0 % - 42,0 %   |
| 2020  | Président | Trump 49,18 % - 49,16 % |

## Liste des Représentants du district
| Membre                          | Parti                      | Années                          | Congrès     | Histoire électorale | Zone géographique                                                 |
| ------------------------------- | -------------------------- | ------------------------------- | ----------- | --- | ----------------------------------------------------------------- |
| District établit le 4 mars 1847 |                            |                                 |             | |                                                                   |
| John Jameson (en)               | Démocrate                  | 4 mars 1847 - 3 mars 1849       | 30e         | Élu en 1846. Retrait. | 1847–1853                                                         |
| William Van Ness Bay (en)       | Démocrate                  | 4 mars 1849 - 3 mars 1851       | 31e         | Élu en 1848. Retrait. | 1847–1853                                                         |
| Gilchrist Porter (en)           | Whig                       | 4 mars 1851 - 3 mars 1853       | 32e         | Élu en 1850. Perd sa réélection. | 1847–1853                                                         |
| Alfred W. Lamb (en)             | Démocrate                  | 4 mars 1853 - 3 mars 1855       | 33e         | Élu en 1852. Retrait. | 1853–1863                                                         |
| Gilchrist Porter (en)           | Opposition Party (en)      | 4 mars 1855 - 3 mars 1857       | 34e         | Élu en 1854. Retrait. | 1853–1863                                                         |
| Thomas L. Anderson (en)         | Know Nothing               | 4 mars 1857 - 3 mars 1859       | 35e , 36e   | Élu en 1856. Réélu en 1858. Retrait. | 1853–1863                                                         |
| Thomas L. Anderson (en)         | Démocrate Indépendant (en) | 4 mars 1859 - 3 mars 1861       | 35e , 36e   | Élu en 1856. Réélu en 1858. Retrait. | 1853–1863                                                         |
| James S. Rollins (en)           | Unioniste Constitutionnel  | 4 mars 1861 - 3 mars 1863       | 37e         | Élu en 1860. Redécoupage vers le 9e district. | 1853–1863                                                         |
| Henry T. Blow (en)              | Union Nationale (en)       | 4 mars 1863 - 3 mars 1865       | 38e , 39e   | Élu en 1862. Réélu en 1864. Retrait. | 1863–1873                                                         |
| Henry T. Blow (en)              | Républicain                | 4 mars 1865 - 3 mars 1867       | 38e , 39e   | Élu en 1862. Réélu en 1864. Retrait. | 1863–1873                                                         |
| Carman A. Newcomb (en)          | Républicain                | 4 mars 1867 - 3 mars 1869       | 40e         | Élu en 1866. Retrait. | 1863–1873                                                         |
| Gustavus A. Fikelburg           | Républicain                | 4 mars 1869 - 3 mars 1871       | 41e , 42e   | Élu en 1868. Réélu en 1870. Retrait. | 1863–1873                                                         |
| Gustavus A. Fikelburg           | Républicain-Libéral        | 4 mars 1871 - 3 mars 1873       | 41e , 42e   | Élu en 1868. Réélu en 1870. Retrait. | 1863–1873                                                         |
| Erastus Wells (en)              | Démocrate                  | 4 mars 1873 - 3 mars 1877       | 43e , 44e   | Redécoupage depuis le 1er district et réélu en 1872. Réélu en 1874. Perd sa réélection. | 1873–1883                                                         |
| Nathan Cole (en)                | Républicain                | 4 mars 1877 - 3 mars 1879       | 45e         | Élu en 1876. Perd sa réélection. | 1873–1883                                                         |
| Erastus Wells (en)              | Démocrate                  | 4 mars 1879 - 3 mars 1881       | 46e         | Élu en 1878. Retrait. | 1873–1883                                                         |
| Thomas Allen (en)               | Démocrate                  | 4 mars 1881 - 8 avril 1882      | 47e         | Élu en 1880. Décès. | 1873–1883                                                         |
| Vacant                          | Vacant                     | 8 avril 1882 - 15 décembre 1882 | 47e         | | 1873–1883                                                         |
| James H. McLean (en)            | Républicain                | 15 décembre 1882 - 3 mars 1883  | 47e         | Élu pour terminer le mandat d'Allen et intronisé le 15 décembre 1882. Redécoupage le même jour vers le 9e district et perd son élection au prochain mandat.                                                            | 1873–1883                                                         |
| Armstead M. Alexander (en)      | Démocrate                  | 4 mars 1883 - 3 mars 1885       | 48e         | Élu en 1882. Perd sa normination. | 1883–1893                                                         |
| John B. Hale (en)               | Démocrate                  | 4 mars 1885 - 3 mars 1887       | 49e         | Élu en 1884. Perd sa renomination et perd sa réélection en tant qu'Indépendant. | 1883–1893                                                         |
| Charles H. Mansur (en)          | Démocrate                  | 4 mars 1887 - 3 mars 1893       | 50e - 52e   | Élu en 1886. Réélu en 1888. Réélu en 1890. Perd sa renomination. | 1883–1893                                                         |
| Uriel Sebree Hall               | Démocrate                  | 4 mars 1893 - 3 mars 1897       | 53e , 54e   | Élu en 1892. Réélu en 1894. Retrait. | 1893–1903                                                         |
| Robert N. Bodine (en)           | Démocrate                  | 4 mars 1897 - 3 mars 1899       | 55e         | Élu en 1896. perd sa renomination. | 1893–1903                                                         |
| William W. Rucker (en)          | Démocrate                  | 4 mars 1899 - 3 mars 1923       | 56e - 67e   | Élu en 1898. Réélu en 1900. Réélu en 1902. Réélu en 1904. Réélu en 1906. Réélu en 1908. Réélu en 1910. Réélu en 1912. Réélu en 1914. Réélu en 1916. Réélu en 1918. Réélu en 1920. Perd sa renomination.                | 1893–1903                                                         |
| William W. Rucker (en)          | Démocrate                  | 4 mars 1899 - 3 mars 1923       | 56e - 67e   | Élu en 1898. Réélu en 1900. Réélu en 1902. Réélu en 1904. Réélu en 1906. Réélu en 1908. Réélu en 1910. Réélu en 1912. Réélu en 1914. Réélu en 1916. Réélu en 1918. Réélu en 1920. Perd sa renomination.                | 1903–1913                                                         |
| William W. Rucker (en)          | Démocrate                  | 4 mars 1899 - 3 mars 1923       | 56e - 67e   | Élu en 1898. Réélu en 1900. Réélu en 1902. Réélu en 1904. Réélu en 1906. Réélu en 1908. Réélu en 1910. Réélu en 1912. Réélu en 1914. Réélu en 1916. Réélu en 1918. Réélu en 1920. Perd sa renomination.                | 1913–1923                                                         |
| Ralph F. Lozier (en)            | Démocrate                  | 4 mars 1923 - 3 mars 1933       | 68e - 72e   | Élu en 1922. Réélu en 1924. Réélu en 1926. Réélu en 1928. Réélu en 1930. Redécoupage vers le district at-large. | 1923–1933                                                         |
| District supprimé               | District supprimé          | 4 mars 1933 - 3 janvier 1935    | 73e         | Les Représentants sont élu at-large sur un seul bulletin de vote. | Les Représentants sont élu at-large sur un seul bulletin de vote. |
| William L. Nelson (en)          | Démocrate                  | 3 janvier 1935 - 3 janvier 1943 | 74e - 77e   | Élu en 1934. Réélu en 1936. Réélu en 1938. Réélu en 1940. Perd sa réélection. | 1935–1943                                                         |
| Max Schwabe (en)                | Républicain                | 3 janvier 1943 - 3 janvier 1949 | 78e - 80e   | Élu en 1942. Réélu en 1944. Réélu en 1946. Perd sa réélection. | 1943–1953                                                         |
| Morgan Moulder (en)             | Démocrate                  | 3 janvier 1949 - 3 janvier 1953 | 81e , 82e   | Élu en 1948. Réélu en 1950. Redécoupage vers le 11e district. | 1943–1953                                                         |
| Thomas B. Curtis (en)           | Républicain                | 3 janvier 1953 - 3 janvier 1969 | 83e - 90e   | Redécoupage depuis le 12e district et réélu en 1952. Réélu en 1954. Réélu en 1956. Réélu en 1958. Réélu en 1960. Réélu en 1962. Réélu en 1964. Réélu en 1966. Retrait pour se présenter comme Sénateur des États-Unis. | 1953–1963                                                         |
| Thomas B. Curtis (en)           | Républicain                | 3 janvier 1953 - 3 janvier 1969 | 83e - 90e   | Redécoupage depuis le 12e district et réélu en 1952. Réélu en 1954. Réélu en 1956. Réélu en 1958. Réélu en 1960. Réélu en 1962. Réélu en 1964. Réélu en 1966. Retrait pour se présenter comme Sénateur des États-Unis. | 1963–1973                                                         |
| James W. Symington (en)         | Démocrate                  | 3 janvier 1969 - 3 janvier 1977 | 91e - 94e   | Élu en 1968. Réélu en 1970. Réélu en 1972. Réélu en 1974. Retrait pour se présenter comme Sénateur des États-Unis. |                                                                   |
| James W. Symington (en)         | Démocrate                  | 3 janvier 1969 - 3 janvier 1977 | 91e - 94e   | Élu en 1968. Réélu en 1970. Réélu en 1972. Réélu en 1974. Retrait pour se présenter comme Sénateur des États-Unis. | 1973–1983                                                         |
| Robert A. Young (en)            | Démocrate                  | 3 janvier 1977 - 3 janvier 1987 | 95e - 99e   | Élu en 1976. Réélu en 1978. Réélu en 1980. Réélu en 1982. Réélu en 1984. Perd sa réélection. |                                                                   |
| Robert A. Young (en)            | Démocrate                  | 3 janvier 1977 - 3 janvier 1987 | 95e - 99e   | Élu en 1976. Réélu en 1978. Réélu en 1980. Réélu en 1982. Réélu en 1984. Perd sa réélection. | 1983–1993                                                         |
| Jack Buechner (en)              | Républicain                | 3 janvier 1987 - 3 janvier 1991 | 100e , 101e | Élu en 1986. Réélu en 1988. Perd sa réélection. |                                                                   |
| Joan Kelly Horn (en)            | Démocrate                  | 3 janvier 1991 - 3 janvier 1993 | 102e        | Élue en 1990. Perd sa réélection. |                                                                   |
| Jim Talent                      | Républicain                | 3 janvier 1993 - 3 janvier 2001 | 103e - 106e | Élu en 1992. Réélu en 1994. Réélu en 1996. Réélu en 1998. Retrait pour se présenter comme Gouverneur du Missouri. | 1993–2003                                                         |
| Todd Akin                       | Républicain                | 3 janvier 2001 - 3 janvier 2013 | 107e - 112e | Élu en 2000. Réélu en 2002. Réélu en 2004. Réélu en 2006. Réélu en 2008. Réélu en 20140. Retrait pour se présenter comme Sénateur des États-Unis.                                                                      | 1993–2003                                                         |
| Todd Akin                       | Républicain                | 3 janvier 2001 - 3 janvier 2013 | 107e - 112e | Élu en 2000. Réélu en 2002. Réélu en 2004. Réélu en 2006. Réélu en 2008. Réélu en 20140. Retrait pour se présenter comme Sénateur des États-Unis.                                                                      | 2003–2013                                                         |
| Ann Wagner                      | Républicain                | 3 janvier 2013 - Présent        | 113e - 118e | Élue en 2012. Réélue en 2014. Réélue en 2016. Réélue en 2018. Réélue en 2020. Réélue en 2022. | 2013–2023                                                         |
| Ann Wagner                      | Républicain                | 3 janvier 2013 - Présent        | 113e - 118e | Élue en 2012. Réélue en 2014. Réélue en 2016. Réélue en 2018. Réélue en 2020. Réélue en 2022. | 2023–Présent                                                      |

## Résultats des récentes élections
Voici les résultats des dix précédents cycles électoraux dans le district.

### 2004
| Élection de 2004 du 2e district congressionnel du Missouri | Élection de 2004 du 2e district congressionnel du Missouri | Élection de 2004 du 2e district congressionnel du Missouri | Élection de 2004 du 2e district congressionnel du Missouri | Élection de 2004 du 2e district congressionnel du Missouri |
| ---------------------------------------------------------- | ---------------------------------------------------------- | ---------------------------------------------------------- | ---------------------------------------------------------- | ---------------------------------------------------------- |
| Parti                                                      | Parti                                                      | Candidat                                                   | Votes                                                      | %                                                          |
|                                                            | Républicain                                                | Todd Atkin (sortant)                                       | 228 725                                                    | 65,4                                                       |
|                                                            | Démocrate                                                  | George D. Weber                                            | 115 366                                                    | 33,0                                                       |
|                                                            | Libertarien                                                | Darla Maloney                                              | 4 822                                                      | 1,4                                                        |
|                                                            | Constitution                                               | David Leefe                                                | 954                                                        | 0,3                                                        |
| Total des votes                                            | Total des votes                                            | Total des votes                                            | 349 867                                                    | 100 %                                                      |
|                                                            | Les Républicains conservent                                |                                                            |                                                            |                                                            |

### 2006
| Élection de 2006 du 2e district congressionnel du Missouri | Élection de 2006 du 2e district congressionnel du Missouri | Élection de 2006 du 2e district congressionnel du Missouri | Élection de 2006 du 2e district congressionnel du Missouri | Élection de 2006 du 2e district congressionnel du Missouri |
| ---------------------------------------------------------- | ---------------------------------------------------------- | ---------------------------------------------------------- | ---------------------------------------------------------- | ---------------------------------------------------------- |
| Parti                                                      | Parti                                                      | Candidat                                                   | Votes                                                      | %                                                          |
|                                                            | Républicain                                                | Todd Atkin (sortant)                                       | 176 452                                                    | 61,3                                                       |
|                                                            | Démocrate                                                  | George D. Weber                                            | 105 242                                                    | 36,6                                                       |
|                                                            | Libertarien                                                | Tamara A. Millay                                           | 5 923                                                      | 2,1                                                        |
| Total des votes                                            | Total des votes                                            | Total des votes                                            | 297 617                                                    | 100 %                                                      |
|                                                            | Les Républicains conservent                                |                                                            |                                                            |                                                            |

### 2008
| Élection de 2008 du 2e district congressionnel du Missouri | Élection de 2008 du 2e district congressionnel du Missouri | Élection de 2008 du 2e district congressionnel du Missouri | Élection de 2008 du 2e district congressionnel du Missouri | Élection de 2008 du 2e district congressionnel du Missouri |
| ---------------------------------------------------------- | ---------------------------------------------------------- | ---------------------------------------------------------- | ---------------------------------------------------------- | ---------------------------------------------------------- |
| Parti                                                      | Parti                                                      | Candidat                                                   | Votes                                                      | %                                                          |
|                                                            | Républicain                                                | Todd Atkin (sortant)                                       | 232 276                                                    | 62,3                                                       |
|                                                            | Démocrate                                                  | William C. "Bill" Haas                                     | 132 068                                                    | 35,4                                                       |
|                                                            | Libertarien                                                | Thomas L. Knapp                                            | 8 628                                                      | 2,3                                                        |
| Total des votes                                            | Total des votes                                            | Total des votes                                            | 372 972                                                    | 100 %                                                      |
|                                                            | Les Républicains conservent                                |                                                            |                                                            |                                                            |

### 2010
| Élection de 2010 du 2e district congressionnel du Missouri | Élection de 2010 du 2e district congressionnel du Missouri | Élection de 2010 du 2e district congressionnel du Missouri | Élection de 2010 du 2e district congressionnel du Missouri | Élection de 2010 du 2e district congressionnel du Missouri |
| ---------------------------------------------------------- | ---------------------------------------------------------- | ---------------------------------------------------------- | ---------------------------------------------------------- | ---------------------------------------------------------- |
| Parti                                                      | Parti                                                      | Candidat                                                   | Votes                                                      | %                                                          |
|                                                            | Républicain                                                | Todd Atkin (sortant)                                       | 180 481                                                    | 67,9                                                       |
|                                                            | Démocrate                                                  | Arthur Lieber                                              | 77 467                                                     | 29,2                                                       |
|                                                            | Libertarien                                                | Steve Mosbacher                                            | 7 677                                                      | 2,9                                                        |
|                                                            | Write-In                                                   | Patrick M. Cannon                                          | 7                                                          | 0                                                          |
| Total des votes                                            | Total des votes                                            | Total des votes                                            | 265 632                                                    | 100 %                                                      |
|                                                            | Les Républicains conservent                                |                                                            |                                                            |                                                            |

### 2012
| Élection de 2012 du 2e district congressionnel du Missouri | Élection de 2012 du 2e district congressionnel du Missouri | Élection de 2012 du 2e district congressionnel du Missouri | Élection de 2012 du 2e district congressionnel du Missouri | Élection de 2012 du 2e district congressionnel du Missouri |
| ---------------------------------------------------------- | ---------------------------------------------------------- | ---------------------------------------------------------- | ---------------------------------------------------------- | ---------------------------------------------------------- |
| Parti                                                      | Parti                                                      | Candidat                                                   | Votes                                                      | %                                                          |
|                                                            | Républicain                                                | Ann Wagner                                                 | 236 971                                                    | 60,1                                                       |
|                                                            | Démocrate                                                  | Glenn Koenen                                               | 146 272                                                    | 37,1                                                       |
|                                                            | Libertarien                                                | Bill Slantz                                                | 9 193                                                      | 2,3                                                        |
|                                                            | Constitution                                               | Anatol Zorikova                                            | 2 012                                                      | 0,5                                                        |
| Total des votes                                            | Total des votes                                            | Total des votes                                            | 394 448                                                    | 100 %                                                      |
|                                                            | Les Républicains conservent                                |                                                            |                                                            |                                                            |

### 2014
| Élection de 2014 du 2e district congressionnel du Missouri | Élection de 2014 du 2e district congressionnel du Missouri | Élection de 2014 du 2e district congressionnel du Missouri | Élection de 2014 du 2e district congressionnel du Missouri | Élection de 2014 du 2e district congressionnel du Missouri |
| ---------------------------------------------------------- | ---------------------------------------------------------- | ---------------------------------------------------------- | ---------------------------------------------------------- | ---------------------------------------------------------- |
| Parti                                                      | Parti                                                      | Candidat                                                   | Votes                                                      | %                                                          |
|                                                            | Républicain                                                | Ann Wagner (sortante)                                      | 148 191                                                    | 64,1                                                       |
|                                                            | Démocrate                                                  | Arthur Lieber                                              | 75 384                                                     | 32,6                                                       |
|                                                            | Libertarien                                                | Bill Slantz                                                | 7 542                                                      | 3,3                                                        |
| Total des votes                                            | Total des votes                                            | Total des votes                                            | 231 117                                                    | 100 %                                                      |
|                                                            | Les Républicains conservent                                |                                                            |                                                            |                                                            |

### 2016
| Élection de 2016 du 2e district congressionnel du Missouri | Élection de 2016 du 2e district congressionnel du Missouri | Élection de 2016 du 2e district congressionnel du Missouri | Élection de 2016 du 2e district congressionnel du Missouri | Élection de 2016 du 2e district congressionnel du Missouri |
| ---------------------------------------------------------- | ---------------------------------------------------------- | ---------------------------------------------------------- | ---------------------------------------------------------- | ---------------------------------------------------------- |
| Parti                                                      | Parti                                                      | Candidat                                                   | Votes                                                      | %                                                          |
|                                                            | Républicain                                                | Ann Wagner (sortante)                                      | 241 954                                                    | 58,5                                                       |
|                                                            | Démocrate                                                  | Bill Otto                                                  | 155 689                                                    | 37,7                                                       |
|                                                            | Libertarien                                                | Jim Higgins                                                | 11 758                                                     | 2,8                                                        |
|                                                            | Vert                                                       | David Arnold                                               | 3 895                                                      | 0,9                                                        |
| Total des votes                                            | Total des votes                                            | Total des votes                                            | 413 296                                                    | 100 %                                                      |
|                                                            | Les Républicains conservent                                |                                                            |                                                            |                                                            |

### 2018
| Élection de 2018 du 2e district congressionnel du Missouri | Élection de 2018 du 2e district congressionnel du Missouri | Élection de 2018 du 2e district congressionnel du Missouri | Élection de 2018 du 2e district congressionnel du Missouri | Élection de 2018 du 2e district congressionnel du Missouri |
| ---------------------------------------------------------- | ---------------------------------------------------------- | ---------------------------------------------------------- | ---------------------------------------------------------- | ---------------------------------------------------------- |
| Parti                                                      | Parti                                                      | Candidat                                                   | Votes                                                      | %                                                          |
|                                                            | Républicain                                                | Ann Wagner (sortante)                                      | 192 477                                                    | 51,2                                                       |
|                                                            | Démocrate                                                  | Cort VanOstran                                             | 177 611                                                    | 47,2                                                       |
|                                                            | Libertarien                                                | Larry Kirk                                                 | 4 229                                                      | 1,1                                                        |
|                                                            | Vert                                                       | David Justus Arnold                                        | 1 740                                                      | 0,5                                                        |
| Total des votes                                            | Total des votes                                            | Total des votes                                            | 376 066                                                    | 100 %                                                      |
|                                                            | Les Républicains conservent                                |                                                            |                                                            |                                                            |

### 2020
| Élection de 2020 du 2e district congressionnel du Missouri | Élection de 2020 du 2e district congressionnel du Missouri | Élection de 2020 du 2e district congressionnel du Missouri | Élection de 2020 du 2e district congressionnel du Missouri | Élection de 2020 du 2e district congressionnel du Missouri |
| ---------------------------------------------------------- | ---------------------------------------------------------- | ---------------------------------------------------------- | ---------------------------------------------------------- | ---------------------------------------------------------- |
| Parti                                                      | Parti                                                      | Candidat                                                   | Votes                                                      | %                                                          |
|                                                            | Républicain                                                | Ann Wagner (sortante)                                      | 233 157                                                    | 51,9                                                       |
|                                                            | Démocrate                                                  | Jill Schupp                                                | 204 540                                                    | 45,5                                                       |
|                                                            | Libertarien                                                | Martin Schulte                                             | 11 647                                                     | 2,6                                                        |
|                                                            | Vert                                                       | David Arnold                                               | 3 895                                                      | 0,9                                                        |
|                                                            | Indépendant                                                | Gina Bufe (write-in)                                       | 4                                                          | 0,0                                                        |
| Total des votes                                            | Total des votes                                            | Total des votes                                            | 449 348                                                    | 100 %                                                      |
|                                                            | Les Républicains conservent                                |                                                            |                                                            |                                                            |

### 2022
| Primaire Républicaine de 2022 du 2e district congressionnel du Missouri | Primaire Républicaine de 2022 du 2e district congressionnel du Missouri | Primaire Républicaine de 2022 du 2e district congressionnel du Missouri | Primaire Républicaine de 2022 du 2e district congressionnel du Missouri | Primaire Républicaine de 2022 du 2e district congressionnel du Missouri |
| ----------------------------------------------------------------------- | ----------------------------------------------------------------------- | ----------------------------------------------------------------------- | ----------------------------------------------------------------------- | ----------------------------------------------------------------------- |
| Parti                                                                   | Parti                                                                   | Candidat                                                                | Votes                                                                   | %                                                                       |
|                                                                         | Républicain                                                             | Ann Wagner (sortante)                                                   | 54 440                                                                  | 67,1                                                                    |
|                                                                         | Républicain                                                             | Tony Salvatore                                                          | 12 516                                                                  | 15,4                                                                    |
|                                                                         | Républicain                                                             | Wesley Smith                                                            | 7 317                                                                   | 9,0                                                                     |
|                                                                         | Républicain                                                             | Paul Berry                                                              | 6 888                                                                   | 8,5                                                                     |

| Primaire Démocrate de 2022 du 2e district congressionnel du Missouri | Primaire Démocrate de 2022 du 2e district congressionnel du Missouri | Primaire Démocrate de 2022 du 2e district congressionnel du Missouri | Primaire Démocrate de 2022 du 2e district congressionnel du Missouri | Primaire Démocrate de 2022 du 2e district congressionnel du Missouri |
| -------------------------------------------------------------------- | -------------------------------------------------------------------- | -------------------------------------------------------------------- | -------------------------------------------------------------------- | -------------------------------------------------------------------- |
| Parti                                                                | Parti                                                                | Candidat                                                             | Votes                                                                | %                                                                    |
|                                                                      | Démocrate                                                            | Trish Gunby                                                          | 50 457                                                               | 85,2                                                                 |
|                                                                      | Démocrate                                                            | Raymond Reed                                                         | 8 741                                                                | 14,8                                                                 |

| Primaire Libertarienne de 2022 du 2e district congressionnel du Missouri | Primaire Libertarienne de 2022 du 2e district congressionnel du Missouri | Primaire Libertarienne de 2022 du 2e district congressionnel du Missouri | Primaire Libertarienne de 2022 du 2e district congressionnel du Missouri | Primaire Libertarienne de 2022 du 2e district congressionnel du Missouri |
| ------------------------------------------------------------------------ | ------------------------------------------------------------------------ | ------------------------------------------------------------------------ | ------------------------------------------------------------------------ | ------------------------------------------------------------------------ |
| Parti                                                                    | Parti                                                                    | Candidat                                                                 | Votes                                                                    | %                                                                        |
|                                                                          | Libertarien                                                              | Bill Slantz                                                              | 384                                                                      | 100%                                                                     |

| Élection de 2022 du 2e district congressionnel du Missouri | Élection de 2022 du 2e district congressionnel du Missouri | Élection de 2022 du 2e district congressionnel du Missouri | Élection de 2022 du 2e district congressionnel du Missouri | Élection de 2022 du 2e district congressionnel du Missouri |
| ---------------------------------------------------------- | ---------------------------------------------------------- | ---------------------------------------------------------- | ---------------------------------------------------------- | ---------------------------------------------------------- |
| Parti                                                      | Parti                                                      | Candidat                                                   | Votes                                                      | %                                                          |
|                                                            | Républicain                                                | Ann Wagner (sortante)                                      | 173 277                                                    | 54,9 %                                                     |
|                                                            | Démocrate                                                  | Trish Gunby                                                | 135 895                                                    | 43,1 %                                                     |
|                                                            | Libertarien                                                | Bill Slantz                                                | 6 494                                                      | 2,1 %                                                      |
| Total des votes                                            | Total des votes                                            | Total des votes                                            | 315 666                                                    | 100 %                                                      |
|                                                            | Les Républicains conservent                                |                                                            |                                                            |                                                            |

### 2024
| Primaire Républicaine de 2022 du 2e district congressionnel du Missouri | Primaire Républicaine de 2022 du 2e district congressionnel du Missouri | Primaire Républicaine de 2022 du 2e district congressionnel du Missouri | Primaire Républicaine de 2022 du 2e district congressionnel du Missouri | Primaire Républicaine de 2022 du 2e district congressionnel du Missouri |
| ----------------------------------------------------------------------- | ----------------------------------------------------------------------- | ----------------------------------------------------------------------- | ----------------------------------------------------------------------- | ----------------------------------------------------------------------- |
| Parti                                                                   | Parti                                                                   | Candidat                                                                | Votes                                                                   | %                                                                       |
|                                                                         | Républicain                                                             | Ann Wagner (sortante)                                                   | 56 865                                                                  | 64,8                                                                    |
|                                                                         | Républicain                                                             | Peter Pfeifer                                                           | 30 847                                                                  | 35,2                                                                    |

| Primaire Démocrate de 2022 du 2e district congressionnel du Missouri | Primaire Démocrate de 2022 du 2e district congressionnel du Missouri | Primaire Démocrate de 2022 du 2e district congressionnel du Missouri | Primaire Démocrate de 2022 du 2e district congressionnel du Missouri | Primaire Démocrate de 2022 du 2e district congressionnel du Missouri |
| -------------------------------------------------------------------- | -------------------------------------------------------------------- | -------------------------------------------------------------------- | -------------------------------------------------------------------- | -------------------------------------------------------------------- |
| Parti                                                                | Parti                                                                | Candidat                                                             | Votes                                                                | %                                                                    |
|                                                                      | Démocrate                                                            | Ray Hartmann                                                         | 42 605                                                               | 77,7                                                                 |
|                                                                      | Démocrate                                                            | Chuck Summers                                                        | 12 200                                                               | 22,3                                                                 |

| Primaire Libertarienne de 2022 du 2e district congressionnel du Missouri | Primaire Libertarienne de 2022 du 2e district congressionnel du Missouri | Primaire Libertarienne de 2022 du 2e district congressionnel du Missouri | Primaire Libertarienne de 2022 du 2e district congressionnel du Missouri | Primaire Libertarienne de 2022 du 2e district congressionnel du Missouri |
| ------------------------------------------------------------------------ | ------------------------------------------------------------------------ | ------------------------------------------------------------------------ | ------------------------------------------------------------------------ | ------------------------------------------------------------------------ |
| Parti                                                                    | Parti                                                                    | Candidat                                                                 | Votes                                                                    | %                                                                        |
|                                                                          | Libertarien                                                              | Brandon Daugherty                                                        | 311                                                                      | 100%                                                                     |

| Élection de 2022 du 2e district congressionnel du Missouri | Élection de 2022 du 2e district congressionnel du Missouri | Élection de 2022 du 2e district congressionnel du Missouri | Élection de 2022 du 2e district congressionnel du Missouri | Élection de 2022 du 2e district congressionnel du Missouri |
| ---------------------------------------------------------- | ---------------------------------------------------------- | ---------------------------------------------------------- | ---------------------------------------------------------- | ---------------------------------------------------------- |
| Parti                                                      | Parti                                                      | Candidat                                                   | Votes                                                      | %                                                          |
|                                                            | Républicain                                                | Ann Wagner (sortante)                                      | TBD                                                        | TBD                                                        |
|                                                            | Démocrate                                                  | Ray Hartmann                                               | TBD                                                        | TBD                                                        |
|                                                            | Libertarien                                                | Brandon Daugherty                                          | TBD                                                        | TBD                                                        |
|                                                            | Vert                                                       | Shelby Davis                                               | TBD                                                        | TBD                                                        |
| Total des votes                                            | Total des votes                                            | Total des votes                                            | TBD                                                        | 100 %                                                      |
|                                                            |                                                            |                                                            |                                                            |                                                            |